# 1-pirolin-5-karboksilat dehidrogenaza
1-pirolin-5-karboksilat dehidrogenaza (EC 1.5.1.12, Delta1-pirolidin-5-karboksilat dehidrogenaza, 1-pirolidinska dehidrogenaza, pirolidin-5-karboksilatna dehidrogenaza, pirolidin-5-karboksilna kiselina dehidrogenaza, L-pirolidin-5-karboksilat-NAD+ oksidoreduktaza, 1-pirolidin-5-karboksilat:+ oksidoreduktaza, Delta1-pirolidin-5-karboksilna kiselina dehidrogenaza) je enzim sa sistematskim imenom (S)-1-pirolidin-5-karboksilat:+ oksidoreduktaza. Ovaj enzim katalizuje sledeću hemijsku reakciju
()-1-pirolidin-5-karboksilat + NAD(P)+ + 2H2O {\displaystyle \rightleftharpoons } -glutamat + NAD(P)H + H+
Ovaj enzim može da oksiduje brojne 1-pirolidine, npr. 3-hidroksi-1-pirolidin-5-karboksilat se konvertuje u 4-hidroksiglutamat i (R)-1-pirolidin-5-karboksilat se konvertuje u D-glutamat.

## Literatura
- Nicholas C. Price; Lewis Stevens (1999). Fundamentals of Enzymology: The Cell and Molecular Biology of Catalytic Proteins (Third изд.). USA: Oxford University Press. ISBN 019850229X.
- Eric J. Toone (2006). Advances in Enzymology and Related Areas of Molecular Biology, Protein Evolution (Volume 75 изд.). Wiley-Interscience. ISBN 0471205036.
- Branden C; Tooze J. Introduction to Protein Structure. New York, NY: Garland Publishing. ISBN 0-8153-2305-0.
- Irwin H. Segel. Enzyme Kinetics: Behavior and Analysis of Rapid Equilibrium and Steady-State Enzyme Systems (Book 44 изд.). Wiley Classics Library. ISBN 0471303097.

## Spoljašnje veze
- 1-pyrroline-5-carboxylate+dehydrogenase на 